# Treehouse of Horror (telessérie)
"The Simpsons Treehouse of Horror episodes", também conhecido como "The Simpsons Halloween episodes" é um seriado particular cujo cada episódio é apresentado em uma temporada com duração de cerca de 6 minutos. Cada episódio é dividido em três segmentos narrando histórias assustadoras dos Simpsons pariodiando, satirizando ou criando histórias de terror. O primeiro episódio da "série" foi exibido como parte da 2ª Temporada de The Simpsons e foi inspirado nas histórias de horror da EC Comics. Até agora foram criados 29 episódios Especiais de Halloween, sendo que o mais recente episódio, "Treehouse of Horror XXIX", estreou em 21 de outubro de 2018 na Fox EUA. A sequência de Abertura geralmente envolve muito sangue. Esse seriado é impróprio para crianças, ao contrário do resto dos episódios.

## Segmentos
Os episódios de Treehouse of Horror tipicamente consistem de quatro partes: a primeira, uma versão de abertura e uma personalização temática de Halloween dos créditos, seguido por três segmentos. Esses segmentos têm geralmente um tema de terror de ficção científica ou fantasia e muitas vezes são paródias de filmes, novelas, peças de teatro, programas de televisão, episódios de Twilight Zone, ou problemas antigos da EC Comics. Raramente os três segmentos têm qualquer tipo de conexão contínua dentro do episódio. A exceção é "Treehouse of Horror V", em que o caseiro Willie é morto por um machado em uma forma similar em todos os três segmentos. Os episódios são considerados de outra marca e sempre acontecem fora a continuidade normal do show. De "Treehouse of Horror" a "Treehouse of Horror XIII", os três segmentos foram escritos por diferentes escritores. Em alguns casos havia um quarto escritor que escrevia os segmentos de abertura e envolvidos. O "Treehouse of Horror" original, foi dirigido por três diretores diferentes para o episódio.  No entanto, apenas em "Treehouse of Horror XIV", um escritor tenha sido creditado com a escrita de cada segmento do episódio. Na ocasião, alguns episódios foram usados para mostrar uma animação especial, como "Treehouse of Horror VI" (segmento "Homer3"), em que um Homer animado por computador é mostrado em um ambiente não-animado. Na época (1995), foi inovador, já que era incomum para um programa de televisão usar a tal animação. O segmento foi idéia do produtor executivo Bill Oakley e incluído live action dirigido por David Mirkin. "Treehouse of Horror XX" incluiu o segmento "Não tem negócio como o do Moe", que foi o primeiro a ser musicalmente temático.

## Tradições

### Sequência de abertura
Cada episódio do Treehouse of Horror é aberto com uma sequência de abertura especial introdutória. Os episódios Treehouse of Horror, II e IV foram abertos com Marge em pé em um palco alertando os pais sobre o conteúdo do episódio, aconselhando-os a colocar seus filhos para a cama. A advertência no primeiro episódio foi colocado como um esforço sincero para alertar os espectadores jovens, pois os produtores acharam que era um pouco assustador. O segmento inteiro era uma paródia da abertura do filme Frankenstein, de 1931. As advertências de Marge começaram a ser um carga para os escritores em anos posteriores e foi eliminada no episódio III e no episódio IV. A tradição foi recuperada para o episódio V e, após esse episódio, o aviso definitivamente foi removido e os escritores não realizaram qualquer tentativa de revivê-los.
Outros episódios de Halloween começaram com paródias, por exemplo, o episódio III apresenta Homer Simpson de uma maneira semelhante a Alfred Hitchcock na série de televisão Alfred Hitchcock Apresenta e o episódio V apresentou uma paródia de The Outer Limits. Nos episódios VI e VII foram cortados pequenos pedaços sem diálogo, porque o episódio e os segmentos eram muito longos. Às vezes, a abertura pode ter a duração de mais de um minuto e, às vezes, é realizada a introdução de um personagem da série, como Montgomery Burns, em Treehouse of Horror XVII ou incluir uma grande dose de violência, como em Treehouse of Horror VIII, que mostra um censuraror da FOX sendo brutalmente assassinado e em Treehouse of Horror XIV em que os membros da família Simpson matam uns aos outros.
Nas sequências de abertura dos primeiros cinco episódios, a câmera dá um zoom através de um cemitério, onde túmulos podem ser vistos com mensagens engraçadas escritas sobre eles. Essas mensagens incluem nomes dos programas excluídos da temporada anterior, celebridades como Walt Disney ou Jim Morrison e outras mensagens, como uma que dizia "TV violence" ("Violência na TV"), que é então preenchido com buracos de bala. Foi usado pela última vez em Treehouse of Horror V, que incluiu um túmulo simples com as palavras "Amusing Tombstones" ("Túmulos divertidos"). As piadas dos túmulos foram fáceis para os escritores do primeiro episódio, mas como advertências de Marge, foi finalmente provado que seria mais difícil de escrever, então eles foram retirados.
Enquanto o primeiro episódio incluiu uma sequência de abertura temática de Halloween, posteriormente foi incluído apenas o título "criado por" e "desenvolvido por" nos créditos. Cada episódio entre Treehouse of Horror II e Treehouse of Horror X teve uma piada de sofá com um tema Halloween, como a inclusão da família Simpson vestido como esqueletos, zumbis, e de personagens de episódios anteriores.

### Kang e Kodos
Dois personagens que são quase exclusivamente criados para os episódios especiais de Halloween são Kang e Kodos, que são um par de grandes alienígenas verdes, cuja primeira aparição foi no segmento "Hungry are the Damned" de Treehouse of Horror. Desde então, Kang e Kodos tem aparecido em cada episódio de Halloween, às vezes como uma parte importante de uma história, mas muitas vezes somente através de breves passagens. Em alguns episódios, só aparecem na seqüência de abertura, mas muitas vezes aparecem no meio de uma história diferente. Por exemplo, uma história sobre zumbis que atacam a cidade de Springfield, de repente é mostrado eles no espaço, observando os acontecimentos e rindo ostensivamente o sofrimento dos "terráqueos". Em seguida, a ação retorna à história real. A regra não-oficial é que eles devem aparecer apenas em cada episódio de Halloween, embora seja muitas vezes esquecidos e são adicionados no último momento, levando a algumas de suas aparições a serem curtas. Sua cena em Treehouse of Horror VIII quase impediu o corte final do episódio, mas David X. Cohen convenceu os produtores a permitirem a inclusão da cena.

### "Nomes assustadores"
Começando com "Treehouse of Horror II", os produtores decidiram dar o elenco e a equipe do show nomes nos créditos de abertura e encerramento "assustadores". Embora os nomes rapidamente tornaram-se mais tolos do que assustadores, tem havido uma grande variedade de créditos especiais, a partir de nomes simples, como "Bat Groening" para os complexos como "David²+S.²=Cohen²". Sam Simon, que deixou o show durante a quarta temporada, mas ainda recebeu os créditos "desenvolvido por" e "produtor executivo", desde então tem sido listado nos episódios de A Casa da Árvore dos Horrores, como "Sam Sayonara Simon". A idéia para os "nomes assustadores" veio do produtor executivo Al Jean, que foi inspirado pela EC Comics, porque algumas das questões também utilizadas como "assustadores" nomes alternativos. Os "nomes assustadores" se tornaram uma marca registrada da "série" Treehouse of Horror, mas Al Jean decidiu retirá-las nos episódios "XII" e "XIII", mas depois de ouvir reclamações dos fãs, Jean decidiu trazê-los de volta. A "regra" estipulada por Matt Groening para o "nomes assustadores" é que eles não podem ser mais do que o nome real de uma pessoa, mas isso raramente é seguido por alguem.